# Райдінг-Маунтін (національний парк)
Національний парк «Райдінг-Маунтін»  (англ. Riding Mountain National Park, фр. Parc national du Mont-Riding) — національний парк Канади, заснований в 1933 році, в провінції Манітоба.
Парк розташований на шосе 10 (англ. Highway 10) 13 км на півдні від містечко Дофін, та має площу 2 976 км².
Тваринний світ у парку включає рівнинних бізонів (англ. plains bison) і лісових бізонів (англ. wood bison), підвиди американських бізонів, вапіті (англ. elk), північних оленів, лосів, пум, вовків звичайних, американських чорних ведмедів, бобрів, американських бабаків, та декілька родів птахів.
У 1986 парк став Біосферним заповідником; внесений до Світової спадщини ЮНЕСКО.